# 巴西巴西
巴西巴西（Basibasy）為位在馬達加斯加的城鎮，由阿齊莫-安德列發那區穆龍貝縣（Morombe District）管轄。2001年人口普查估計該城鎮人口約有12,000人。
該城鎮僅有1所小學。該城鎮有55%的居民為農民，另外有43%的居民以畜牧業為生。稻米為該城鎮最重要的作物，另外其他重要作物還有玉米以及木薯等。有2%的居民從事服務業。